# Quốc Trị
Quốc Trị (sinh ngày 25 tháng 11 năm 1957) là một diễn viên, sĩ quan cao cấp của Quân đội nhân dân Việt Nam, hàm Đại tá. Ông là một trong những nghệ sĩ kỳ cựu của sân khấu và truyền hình Việt Nam, được nhà nước trao tặng danh hiệu Nghệ sĩ nhân dân.

## Tiểu sử
Quốc Trị tên đầy đủ là Nguyễn Quốc Trị, hay Nguyễn Văn Trị, sinh ngày 25 tháng 11 năm 1957. Ông nguyên là diễn viên thuộc Đoàn kịch nói Quân đội hay Đoàn văn công Quân đội (nay là Nhà hát Kịch nói Quân đội) từ năm 1973 đến khi nghỉ hưu năm 2018. Năm 1984, Quốc Trị đoạt huy chương Vàng hội diễn chuyên nghiệp toàn quân với vai biệt động K'Ho trong vở Thành phố lặng gió. Năm 1990, ông đoạt huy chương Bạc cho vở Mười đóa phong lan. Năm 1999, ông đoạt Giải Bông Sen cho nam diễn viên chính xuất sắc tại Liên hoan phim Việt Nam lần thứ 12 cho vai diễn Bường trong phim điện ảnh Những người thợ xẻ.
Năm 2001, ông được phong tặng danh hiệu Nghệ sĩ Ưu tú.
Vào năm 2008, nhờ bộ phim Mùa săn tôm hùm của đạo diễn người Hàn Quốc Lyo Jung Tak, Quốc Trị đã trở thành 1 trong 2 người chiến thắng hạng mục Nam diễn viên chính xuất sắc cho phim truyền hình một màn/đặc biệt/ngắn, đồng thời nhận được cúp đặc biệt dành cho người nước ngoài đầu tiên đoạt Cúp của Hãng phim truyền hình KBS.
Năm 2012, ông được nhà nước Việt Nam phong tặng danh hiệu Nghệ sĩ nhân dân. Bên cạnh nghề diễn viên, ông còn tham gia sản xuất phim với vai trò phó đạo diễn ở một số phim lấy bối cảnh chiến tranh như Đêm Bến Tre, Tiếng cồng định mệnh,... Ông còn được phong hàm Đại tá Quân đội nhân dân Việt Nam.

## Tác phẩm

### Sân khấu
| Năm  | Vở kịch                           | Vai diễn                | Tác giả            | Đạo diễn                                  | Nguồn         |
| ---- | --------------------------------- | ----------------------- | ------------------ | ----------------------------------------- | ------------- |
| 1974 | Đại đội trưởng của tôi            | Tiểu đội trưởng Thục    |                    | Đào Hồng Cẩm                              | [ 7 ] [ 9 ]   |
| 1982 | Ông bi ông hài                    | Ông Chủ tịch            |                    | Đào Hồng Cẩm                              | [ 7 ] [ 9 ]   |
|      | Thánh của các vị thánh            | Kê-lin                  |                    |                                           | [ 7 ]         |
|      | Vụ án Người đốt đền (Herostratus) | Herostratus             |                    |                                           | [ 7 ]         |
| 1986 | Thành phố lặng gió                | K'Ho                    | Chu Lai            | Tạ Xuyên                                  | [ 10 ]        |
| 1990 | Mười đóa phong lan                |                         | Tất Đạt            | NSND Dương Ngọc Đức                       | [ 11 ]        |
| 2004 | Thông điệp từ Điện Biên           | Võ Nguyên Giáp          | Nguyễn Khắc Phục   | NSND Lê Hùng                              | [ 12 ] [ 13 ] |
| 2005 | Bản hùng ca linh thiêng           | Trung đoàn trưởng Thuận | Xuân Đức, Cao Hạnh | - NSND Doãn Hoàng Giang - NSƯT Hồ Ngọc Hà | [ 14 ]        |
| 2009 | Nước mắt của cây                  | Đăng Điền               | Chu Lai            | NSND Xuân Huyền                           | [ 15 ]        |
| 2010 | Dời đô                            | Tổng trấn Đại La        | Lê Duy Hạnh        | NSND Lê Hùng                              | [ 16 ] [ 17 ] |
| 2015 | Nhiệm vụ hoàn thành               | Võ Nguyên Giáp          | Xuân Đức           | NSND Lê Hùng                              | [ 18 ]        |
| 2021 | Cuộc chiến không cân sức          |                         |                    | Kim Oanh                                  | [ 19 ]        |

### Phim điện ảnh, phim nhựa
| Năm  | Phim                   | Vai diễn   | Đạo diễn          | Nguồn  |
| ---- | ---------------------- | ---------- | ----------------- | ------ |
| 1984 | Vụ áp-phe Đông Dương   |            | NSND Trần Đắc     | [ 20 ] |
| 1993 | Khách ở quê ra         | Lão Khúng  | NSƯT Đức Hoàn     |        |
| 1994 | Người yêu đi lấy chồng | Anh bộ đội | Vũ Châu           |        |
| 1998 | Những người thợ xẻ     | Bường      | NSƯT Vương Đức    | [ 21 ] |
| 2002 | Hà Nội 12 ngày đêm     | Quân       | NSND Bùi Đình Hạc | [ 22 ] |
| 2003 | Đêm Bến Tre            | Tư Râu     | NSND Trần Phương  | [ 23 ] |

### Phim truyền hình
| Năm  | Phim                                          | Vai diễn        | Đạo diễn                                              | Kênh       | Nguồn                |
| ---- | --------------------------------------------- | --------------- | ----------------------------------------------------- | ---------- | -------------------- |
| 1983 | Người thành phố                               | Anh bộ đội      | NSND Khải Hưng                                        | VTV1       | [ 24 ]               |
| 1995 | Bầu trời đầy sao                              |                 |                                                       | VTV1       | [ 25 ]               |
| 1995 | 12A và 4H                                     | Đoàn Hùng       | Bùi Thạc Chuyên, NSƯT Trần Quốc Trọng                 | VTV3       | [ 26 ] [ 27 ]        |
| 1996 | Khi người ta yêu                              | Tấn             | Vũ Minh Trí                                           | VTV1       |                      |
| 1996 | Lúa thì con gái                               | Khánh           | Vi Hòa                                                | VTV1       |                      |
| 1996 | Người Hà Nội                                  | Dặt             | Hoàng Tích Chỉ, Đoàn Lê                               | VTV3       | [ 28 ]               |
| 1996 | Chuyện không đăng báo                         | Khánh           | Nguyễn Hữu Tuấn                                       | VTV3       |                      |
| 1996 | Sống mãi với thủ đô                           | Long "đen"      | NSƯT Lê Đức Tiến                                      | VTV1       | [ 29 ]               |
| 1997 | Ông bụt lớp 7B                                | Bố Minh         | Nguyễn Hữu Trọng                                      | VTV3       |                      |
| 1997 | Chuyện của những người đàn bà                 | Dương           | NSƯT Phi Tiến Sơn                                     | VTV3       |                      |
| 1998 | Lời hẹn ngày ra trận                          | Giao liên       | NSND Nguyễn Hữu Phần                                  | VTV3       |                      |
| 1998 | Liệu pháp tình yêu                            | Nống            | NSƯT Xuân Sơn                                         | VTV3       |                      |
| 1999 | Ngày mai                                      | Lộc             | Phạm Lộc                                              | VTV3       |                      |
| 1999 | Những mảnh đời ngang trái                     | Nhẫn            | Vũ Châu                                               | Hà Nội     |                      |
| 2000 | Truyện đã qua                                 | Cơ              | NSND Trần Phương                                      | VTV1       | [ 7 ]                |
| 2000 | Sóng ở đáy sông                               | Đông "đại bàng" | NSƯT Lê Đức Tiến                                      | VTV1       | [ 7 ]                |
| 2002 | Đứa con vùng đồi                              | Miên            | Trần Trung Dũng                                       | VTV3       | [ 30 ]               |
| 2003 | Người thừa của dòng họ                        | Lực             | Nguyễn Hữu Trọng, Trịnh Lê Phong                      | VTV3       | [ 29 ]               |
| 2004 | Cảnh sát hình sự: Cô gái đến từ Băng Cốc      | Hải             | NSƯT Mai Hồng Phong                                   | VTV3       | [ 31 ]               |
| 2005 | Cảnh sát hình sự: Lãnh địa đen                | Thi             | NSƯT Mai Hồng Phong                                   | VTV1       | [ 32 ]               |
| 2006 | Những kẻ lãng mạn                             | Tân             | NSƯT Nguyễn Hữu Mười                                  | VTV3       | [ 33 ]               |
| 2006 | Miền quê thức tỉnh                            | Toản            | NSND Trọng Trinh, Hoàng Nhung                         | VTV1       | [ 34 ] [ 35 ]        |
| 2007 | Đáo xuân                                      | Quân            | NSND Trọng Trinh                                      | VTV1       | [ 36 ] [ 37 ]        |
| 2007 | Đợi đến ngày Tết                              | Long            | NSND Phạm Nhuệ Giang                                  | VTV3       |                      |
| 2007 | Người mang nợ                                 | Chiến           | Việt Sơn                                              | VTV3       |                      |
| 2008 | Mùa săn tôm hùm                               | Võ Văn Lợi      | Lyo Jung Tak                                          | SCTV14     |                      |
| 2008 | Giấc mộng lên đời                             | Ông Tình        | Cường Việt                                            | VTV3       |                      |
| 2008 | Cảnh sát hình sự: Tên sát nhân có tài mở khóa | Nguyễn Bình     | NSND Trọng Trinh                                      | VTV1       | [ 38 ]               |
| 2008 | Thầy giáo trẻ                                 | Ông Tùng        | Trần Quang Vinh                                       | VTV3       |                      |
| 2009 | Phá vỡ im lặng                                | Nhấn            | Hoàng Nhuận Cầm                                       | VTV1       | [ 39 ] [ 40 ]        |
| 2011 | Tiếng gọi từ trái tim                         | Việt            | Nguyễn Tiến Quang                                     | VTV3       |                      |
| 2012 | Chân trời trắng                               | Ông Hưu         | Phạm Gia Phương, Nguyễn Đức Hiếu                      | VTV3       |                      |
| 2012 | Những công dân tập thể                        | Ông Cân         | NSƯT Vũ Trường Khoa, Trần Quang Vinh                  | VTV1       | [ 41 ]               |
| 2012 | Hai phía chân trời                            | Mịch            | NSƯT Trần Quốc Trọng, NSƯT Vũ Trường Khoa             | VTV1       | [ 42 ]               |
| 2013 | Tình như chiếc bóng                           | Ông Lâm         | Nguyễn Tiến Thành                                     | TodayTV    |                      |
| 2015 | Ánh sáng cuối ngày                            | Ông Thắng       | Nguyễn Danh Dũng                                      | VTV1, VTV4 |                      |
| 2015 | Viết tiếp bản tình ca                         | Ông Quảng       | Vũ Minh Trí                                           | VTV3       | [ 43 ]               |
| 2021 | Mùa hoa tìm lại                               | Bố Đồng         | Vũ Minh Trí                                           | VTV3       | [ 44 ]               |
| 2021 | Ngày mai bình yên                             | Ông Đại         | NSƯT Vũ Trường Khoa, Hoàng Tích Thiện                 | VTV3       | [ 45 ] [ 46 ] [ 47 ] |
| 2021 | 11 tháng 5 ngày                               | Bố Long         | Nguyễn Đức Hiếu, Lê Đỗ Ngọc Linh                      | VTV3       | [ 48 ]               |
| 2021 | Phố trong làng                                | Ông Sơn         | NSƯT Nguyễn Mai Hiền                                  | VTV1       | [ 49 ] [ 50 ]        |
| 2022 | Đấu trí                                       | Chủ mỏ          | NSƯT Nguyễn Danh Dũng, Bùi Quốc Việt, Nguyễn Đức Hiếu | VTV1       | [ 51 ] [ 52 ]        |
| 2022 | Hành trình công lý                            | Ông Tráng       | NSƯT Nguyễn Mai Hiền                                  | VTV3       | [ 53 ] [ 54 ]        |
| 2023 | Dưới bóng cây hạnh phúc                       | Ông Công        | NSƯT Vũ Trường Khoa                                   | VTV1       |                      |
| 2023 | Gia đình mình vui bất thình lình              | Ông Đạt         | Nguyễn Đức Hiếu, Lê Đỗ Ngọc Linh                      | VTV3       |                      |
| 2024 | Gặp em ngày nắng                              | Ông Đại         | Nguyễn Đức Hiếu                                       | VTV3       |                      |
| 2024 | Không thời gian                               | Ông Nậm         | NSƯT Nguyễn Danh Dũng, Nguyễn Đức Hếu                 | VTV1       |                      |

### Web Drama
- Khát vọng tuổi trẻ (2021)

## Giải thưởng và đề cử
| Năm  | Lễ trao giải                              | Hạng mục                                                              | Tác phẩm           | Kết quả         | Nguồn         |
| ---- | ----------------------------------------- | --------------------------------------------------------------------- | ------------------ | --------------- | ------------- |
| 1986 | Hội diễn sân khấu chuyên nghiệp toàn quân |                                                                       | Thành phố lặng gió | Huy chương vàng | [ 55 ]        |
| 1999 | Liên hoan phim Việt Nam lần thứ 12        | Nam diễn viên chính xuất sắc                                          | Những người thợ xẻ | Đoạt giải       | [ 56 ] [ 57 ] |
| 2008 | Giải thưởng phim truyền hình KBS          | Nam diễn viên chính xuất sắc (phim truyền hình một màn/đặc biệt/ngắn) | Mùa săn tôm hùm    | Đoạt giải       | [ 58 ] [ 59 ] |
| 2009 | Hội diễn sân khấu chuyên nghiệp toàn quân |                                                                       | Nước mắt của cây   | Huy chương vàng | [ 7 ]         |

## Đời tư
Quốc Trị từng có một cuộc hôn nhân với nghệ sĩ Lan Hương nhưng cả hai đã ly hôn.